# Pastor

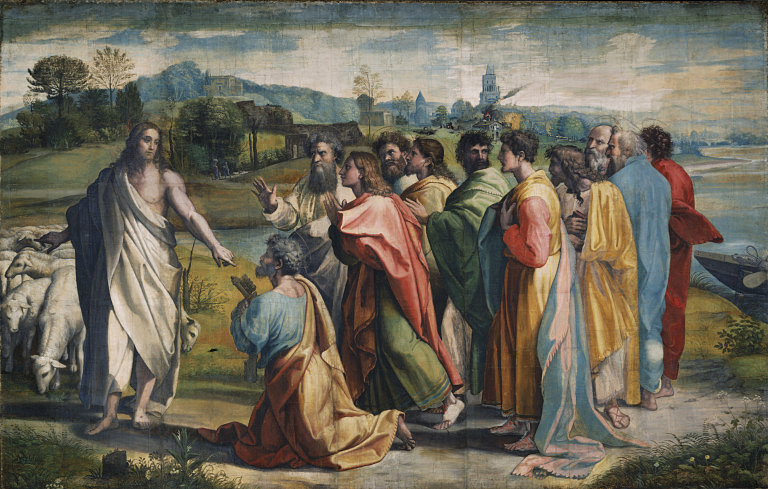
Jesus utser Petrus till pastor.

En pastor är en präst eller predikant inom flera frikyrkor, som innehar en viss ämbetstitel. I Svenska kyrkan används titeln ibland som synonym till kyrkoherde (formellt försvann den i Kyrkoordningen år 2000) och informellt om präster i allmänhet. Kraven på formell teologisk utbildning liksom formerna för ordination varierar mellan olika trossamfund.
Pastor var latinets ord för herden eller vallhjonet som förde fåren i vall. Ordet är bildat av verbet pascere med participet pastum (föra i vall, även beta). Den kyrkliga betydelsen utgår från Johannes 10:11 i den latinska bibeln: "Ego sum pastor bonus (Jag är den gode herden). Bonus pastor animam suam dat pro ovibus suis. (En god herde giver sitt liv för fåren)". Både kyrkoherde och pastor kan i svenskan beläggas först vid mitten av 1500-talet, då det i Gustav Vasas brevväxling (1554) hette: "Vij (bjuda) edher... ath I antan för:de (förutnämnde) her Peer för edher rätte kirchherre (kyrkoherde) och pastor." Och Laurentius Petri säger i sin postilla (1555): "The personer som stadde äro j predico embetet them man kallar kyrkioheerdar och lärare."
Avledningen pastoral- i olika sammansättningar avser "det som har med det kristna församlingslivet att göra". Som substantiv avser en pastoral  en teologisk handledning för präster, vanligen en bok, hur ett kyrkligt församlings- och själavårdsarbete bör bedrivas